# جسم ألفا (بروتين)
أجسام ألفا، والمعروفة أيضًا باسم أجسام ألفا المخترقة للخلايا أو CPAB باختصار، هي بروتينات صغيرة يبلغ وزنها 10 كيلو دالتون تم تصميمها للارتباط بمجموعة متنوعة من المستضدات. وعلى الرغم من اسمها، فهي ليست مشابهة بنيويًا للأجسام المضادة، مما يجعلها نوعًا من محاكيات الأجسام المضادة. تختلف الأجسام ألفا عن العديد من محاكيات الأجسام المضادة الأخرى في قدرتها على الوصول إلى أهداف البروتين داخل الخلايا والارتباط بها. تم تصميم هيكلها اللولبي ألفا أحادي السلسلة من خلال النمذجة الحاسوبية، مستوحاة من هياكل اللفائف الملتفة للبروتين الموجودة بشكل طبيعي. يتم تطوير الأجسام ألفا من قبل شركة التكنولوجيا الحيوية البلجيكية Complix N.V. كأدوية صيدلانية جديدة محتملة ضد السرطان وأمراض المناعة الذاتية. في عام 2012، تم توقيع اتفاقية تعاون مع شركة مونسانتو لتطوير التكنولوجيا للتطبيقات الزراعية أيضًا.

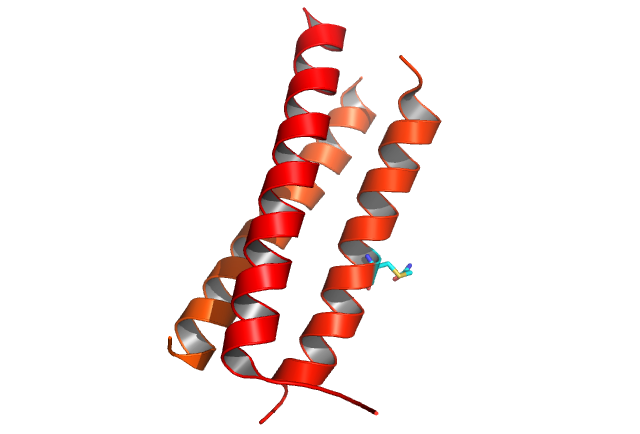
بنية ثلاثية الأبعاد لمنصات بروتين الجسم ألفا تظهر طية لفائف ملتفة لولبية ثلاثية أحادية السلسلة (PDB 4OG9)